# Don Juan Tenorio

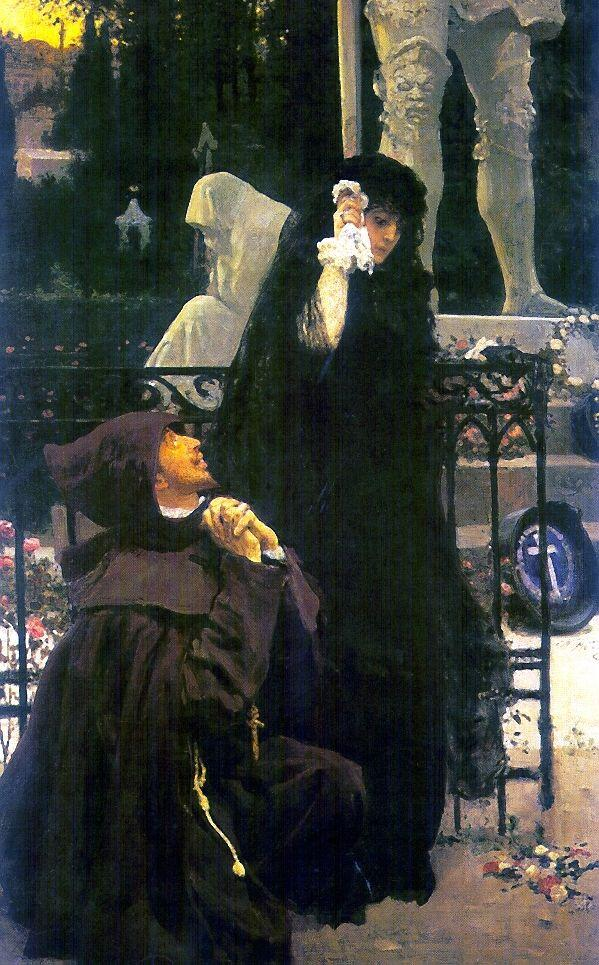
Don Juan Tenorio

Don Juan Tenorio és una peça teatral en castellà escrita per José Zorrilla i classificada dins del romanticisme. Fou publicada l'any 1844. Està basada en l'exitosa peça teatral El burlador de Sevilla y convidado de piedra (1630), el protagonista de la qual es diu don Juan Tenorio i atribuïda a Tirso de Molina. El personatge de Don Juan ha esdevingut un mite en la cultura en castellà.
L'obra consta de dues parts i transcorre l'any 1545, sota el regnat de l'Emperador Carles, a la ciutat de Sevilla. La primera part, dividida en quatre actes, ocorre una nit durant el Carnestoltes i la segona, dividida en tres actes, en un cementiri, una nit cinc anys més tard.

## Argument

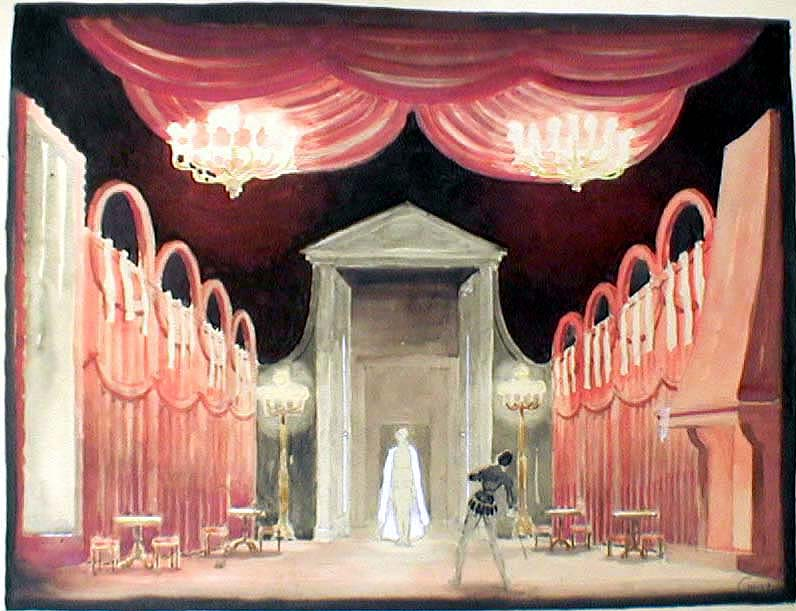
Escena de Don Juan Tenorio

L'argument inicial és força conegut popularment. Don Luis i don Juan competeixen per qui és qui mata més gent en batalla i qui sedueix més dones en un any. Don Juan guanya i com a revenja, don Luis el desafia a seduir una monja, don Juan afegeix que a més, i alhora, li traurà la seva xicota. Don Juan sedueix la xicota de don Luis i a la seva pròpia promesa, doña Inés, una monja que portava guardada en un convent des de la seva infància.
Però tant don Luis com el pare de doña Inés, ultratjats en el seu honor, es baten en duel contra don Juan, que els mata. Per aquest motiu ha de fugir de la llei i marxa a Itàlia. A la segona part, doña Inés ha mort d'amor per estar allunyada del seu estimat. Don Juan visita la tomba d'ella i el seu pare. Don Juan mor, però doña Inés intercedeix perquè en comptes d'anar a l'infern, se'n vagi amb ella al cel.

## Interpretació
El «donjuanisme» ha suscitat moltes interpretacions per part d'intel·lectuals com ara Ramón Pérez de Ayala, Víctor Said Armesto, Arturo Farinelli, Ramiro de Maeztu, Américo Castro o José Ortega y Gasset, que consideren el personatge com un immadur emocional, un rebel, una figura satànica i, fins i tot, un efeminat. Respecte a això, és interessant la visió que ofereix el cantant francès Georges Brassens a la seua cançó Don Juan, on —burlescament— el presenta com el «salvador» de totes les dones lletges, per la qual cosa cal considerar-lo un heroi abnegat ("Glòria a Don Juan!" diu la tornada).